# قره‌تپه (ماکو)
قره‌تپه (ماکو)، روستایی از توابع بخش مرکزی شهرستان ماکو در استان آذربایجان غربی ایران است.

## جمعیت
این روستا در دهستان چایپاسارجنوبی قرار دارد و براساس سرشماری مرکز آمار ایران در سال ۱۳۹۵، جمعیت آن ۱۵۰۳ نفر (۵۱۰خانوار) بوده‌است.